# Laranda major
Laranda major är en insektsart som beskrevs av Desutter-grandcolas 1994. Laranda major ingår i släktet Laranda och familjen syrsor. Inga underarter finns listade i Catalogue of Life.